# Giuseppe Guarnaccia (okulista)
Giuseppe Guarnaccia (ur. 16 września 1952 w Mesynie) – włoski okulista, profesor chorób siatkówki na Uniwersytecie Mediolańskim w szpitalu San Raffaele oraz dyrektor Europejskiej Szkoły Zaawansowanych Studiów Okulistycznych (ESASO) w szwajcarskim Lugano.

## Życiorys
Medycynę i chirurgię ukończył na Uniwersytecie w Mesynie w 1977. Specjalizację z okulistyki ukończył w klinice uniwersyteckiej w Mediolanie w 1985. Doświadczenie zawodowe zdobywał w różnych ośrodkach okulistycznych, m.in. w William Beamont Hospital Royal Oak w Michigan, Instytucie Mikrochirurgii w Barcelonie, szpitalu okulistycznym Uniwersytetu Harvarda w Bostonie, szpitalu Middelheim w Antwerpii, Szpitalu Okulistycznym św. Eryka w Sztokholmie oraz w uniwersyteckiej klinice okulistyki szpitala im. Julesa Gonina w Lozannie. 
W 2015 został profesorem schorzeń siatkówki na Uniwersytecie Mediolańskim w szpitalu San Raffaele oraz dyrektorem Europejskiej Szkoły Zaawansowanych Studiów Okulistycznych (ESASO – ang. European School for Advanced Studies in Ophthalmology) z siedzibą w szwajcarskim Lugano.
W ramach ESASO współpracuje m.in. z prof. Robertem Rejdakiem, szefem Kliniki Okulistyki Ogólnej Katedry Okulistyki Uniwersytetu Medycznego w Lublinie. Starania prof. Giuseppe Guarnaccii doprowadziły do założenia w Lublinie satelitarnego centrum badawczo-szkoleniowego ESASO dla Europy Środkowo-Wschodniej (jest to jedyne centrum satelitarne ESASO w Europie i drugie na świecie, po Singapurze). 

## Nagrody i wyróżnienia
Za swoje osiągnięcia był wielokrotnie nagradzany. Otrzymał m.in.: wyróżnienie National AVIS (wł. Associazione Volontari Italiani del Sangue, włoskie stowarzyszenie honorowych dawców krwi), IARVO National oraz nagrodę Anassilaos i B. Donato. 23 kwietnia 2020 roku został mu nadany tytuł Honorowego Obywatela Miasta Lublin.